# Migrantifa

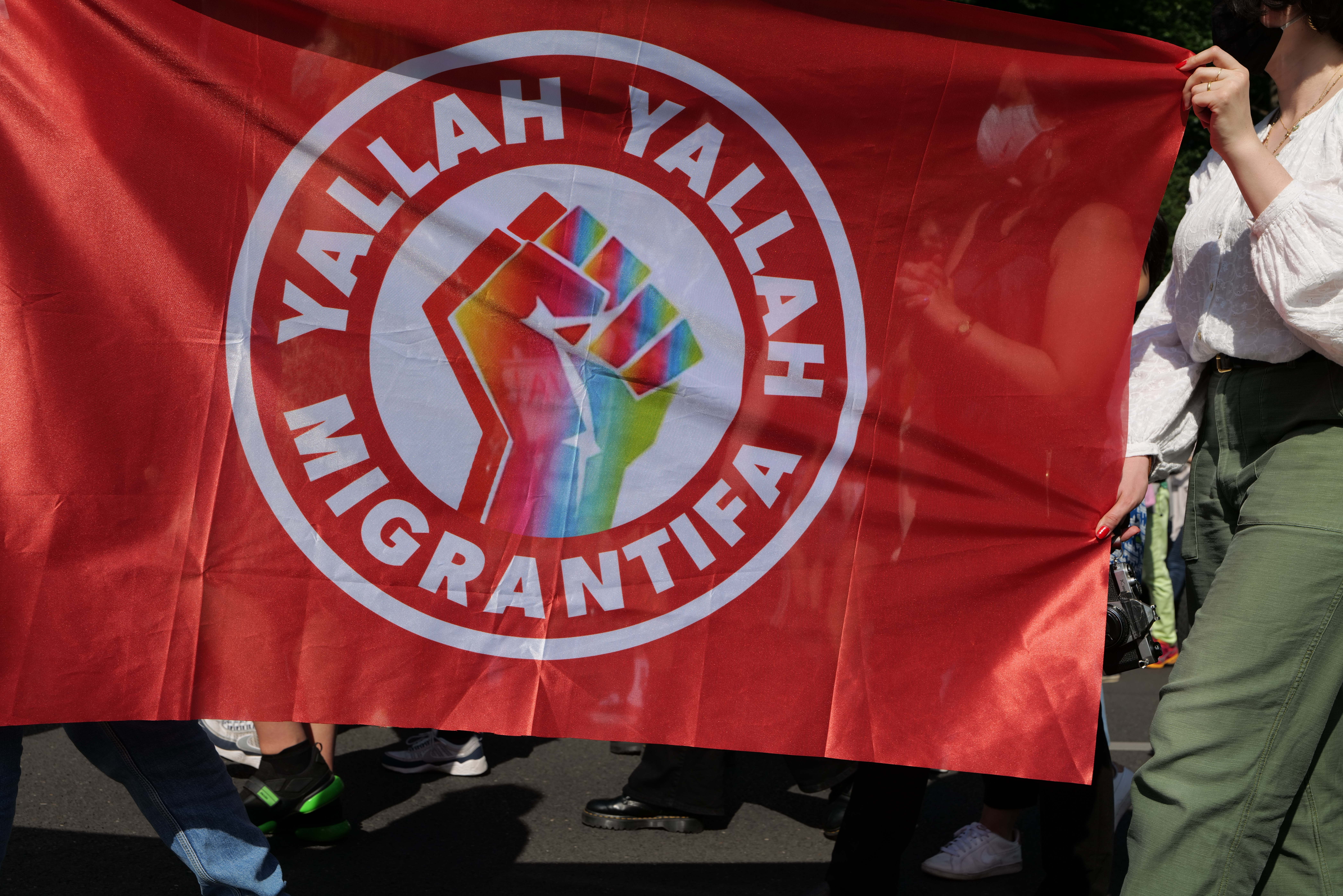
Migrantifa-Fahne auf einer Demonstration in Berlin 2020

Migrantifa ist ein selbstorganisiertes Netzwerk in Deutschland, das sich als Reaktion auf den rassistischen Anschlag in Hanau im Jahr 2020 gründete. Die verschiedenen bundesweit organisierten Gruppen  machen auf  strukturellen Rassismus und dessen Auswirkungen aufmerksam. Migrantifa-Gruppen wurden für israelfeindliche Aussagen und Aufrufe zur Intifada kritisiert.

## Geschichte und Themenschwerpunkte

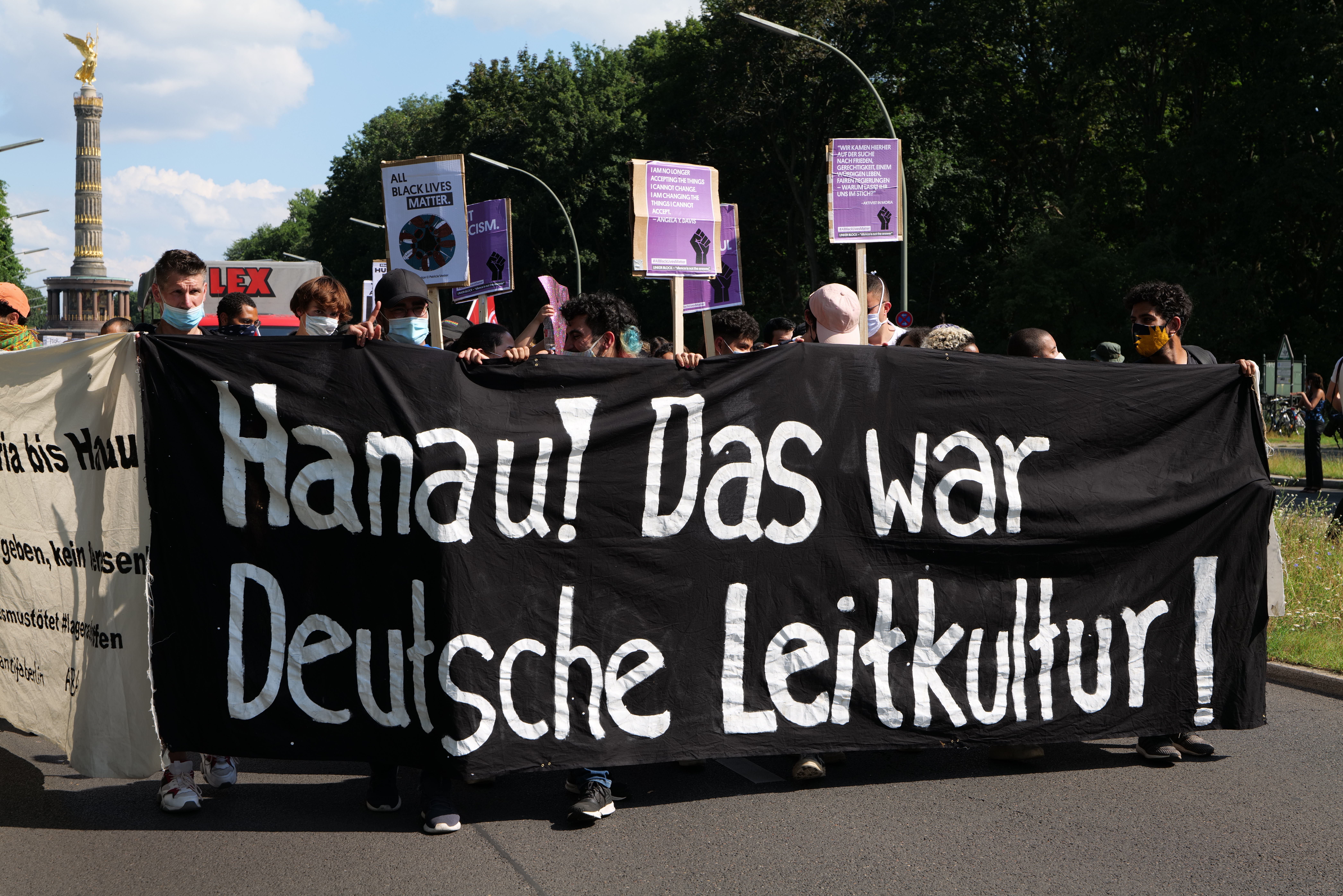
Transparent auf einer Migrantifa-Demonstration in Berlin 2020

Die Migrantifa ist ein loses Netzwerk aus bundesweit, aber vor allem in Berlin agierenden Gruppen, das sich nach den rassistischen Morden von Hanau im Februar 2020 gründete. Die Gruppen des Bündnisses stellen „antifaschistische Politik von Migrant*innen für Migrant*innen“ in den Vordergrund. Im Mittelpunkt stehen dabei die Bedürfnisse und das Empowerment von rassismusbetroffenen Personen und der Stärkung sozialer Rechte, um gegen Rassismus und Faschismus zu agieren. Die Wortschöpfung Migrantifa entstand im Kontext rechtsradikaler Gewalt vor 2021, wie der Anschlag in Halle und Hanau. Der Begriff hat sich aus dem We’llcome united und dem NSU-Komplex-Auflösen-Bündnis gebildet, die Migrantifa! als Motto etabliert hatten. Ein historisches Vorbild ist die Antifa Gençlik.
Migrantifa versucht mittels verschiedener Formen wie Demonstrationen, Gedenkveranstaltungen, Lesungen u. a. auf unzureichende Maßnahmen, um rassistisch motivierte Gewalttaten und Rechte Gewalt in Deutschland zu verhindern, hinzuweisen. Ein Kritikpunkt der Gruppierung ist die mangelnde Bereitschaft durch Ermittlungsbehörden und der Polizei, trotz umfassender Informationen durch den Verfassungsschutz, der Einblicke in rechte Netzwerke hat, diese effektiv zu zerschlagen.
Ferat Koçak, prominenter Vertreter der Berliner Gruppe, beschrieb das Netzwerk Migrantifa als Beispiel, wie antifaschistische und antirassistische Bewegungen stärker zusammenrücken konnten, insbesondere weil als links gesehene Strukturen überwiegend aus weißen Personen bestanden. Menschen, die von Rassismus betroffen sind, würden dank der jahrelangen antirassistischen Kritik verstärkt wahrgenommen werden. In Berlin war die Migrantifa an der Organisation der revolutionären 1. Mai-Demo beteiligt.

## Kritik
Güner Balcı, die Integrationsbeauftragte des Berliner Bezirks Neukölln, wurde in einem Video der Berliner Migrantifa bedroht und als „Rassistin“ bezeichnet. Tom Uhlig kritisierte die Berliner Gruppe in der Folge in der Jungle World für aus seiner Sicht verkürzte und fehlgeleitete Kritik:  „Die notwendige Kritik an den ständigen Repressalien, denen migrantische Personen ausgesetzt sind, und der Law and Order-Politik geht bei der Migrantifa Berlin mit einer Homogenisierung der ‚Community‘ einher, die die Migrantifa zu vertreten meint.“
Auf Grund von Positionierungen zum Nahostkonflikt wurde den Gruppen Migrantifa Berlin und Migrantifa Hessen Antisemitismus vorgeworfen. Auf einer Demonstration hatte die Gruppierung mit Anhängern der antizionistischen Gruppe „Free Palestine FFM“ „Yallah Intifada“ und „From the river to the sea, Palestine will be free“ skandiert. Als Reaktion auf die Kritik daran bat das  Bündnis „Migrantifa Hessen“ öffentlich um Verzeihung: „Wo jüdisches Leben existiert, muss es geschützt und bewahrt werden. Dazu gehört auch das unverhandelbare Existenzrecht Israels als Schutzraum und Zufluchtsort jüdischer Menschen auf der ganzen Welt.“
Nach dem Terrorangriff der Hamas auf Israel im Oktober 2023 rief die Migrantifa Rhein-Main zur Teilnahme an „pro-palästinensischen“ Demonstrationen auf. Diese wurden von den Ordnungsbehörden in Frankfurt aus Sorge um die öffentliche Sicherheit verboten, nachdem es bei den ersten Veranstaltungen in mehreren Städten – auch Frankfurt – zu Sachbeschädigungen, Angriffen auf pro-israelische Versammlungen und Polizeikräfte kam. Die Migrantifa Rhein-Main rief über soziale Medien zu Solidarität mit der Anmelderin einer verbotenen Demonstration auf, die wegen des Verdachts auf Volksverhetzung und Billigung/Leugnung von Straftaten, die durch die Hamas begangen wurden, verhaftet wurde. In ihrem Aufruf zu der von der Stadt Frankfurt verbotenen Kundgebung schrieb Migrantifa Rhein-Main zusammen mit Palästina e. V. und Studis gegen rechte Hetze, es sei „das erste Mal in der modernen Historie, dass Palästina sich in dem Ausmaß der neusten Angriffe verteidigt, indem es die koloniale, militärische Infrastruktur Israels erfolgreich angreift“.